# Stazione di Bourg-Saint-Maurice
La stazione di Bourg-Saint-Maurice (in francese Gare de Bourg-Saint-Maurice) è la principale stazione ferroviaria di Bourg-Saint-Maurice, Francia.

## Storia

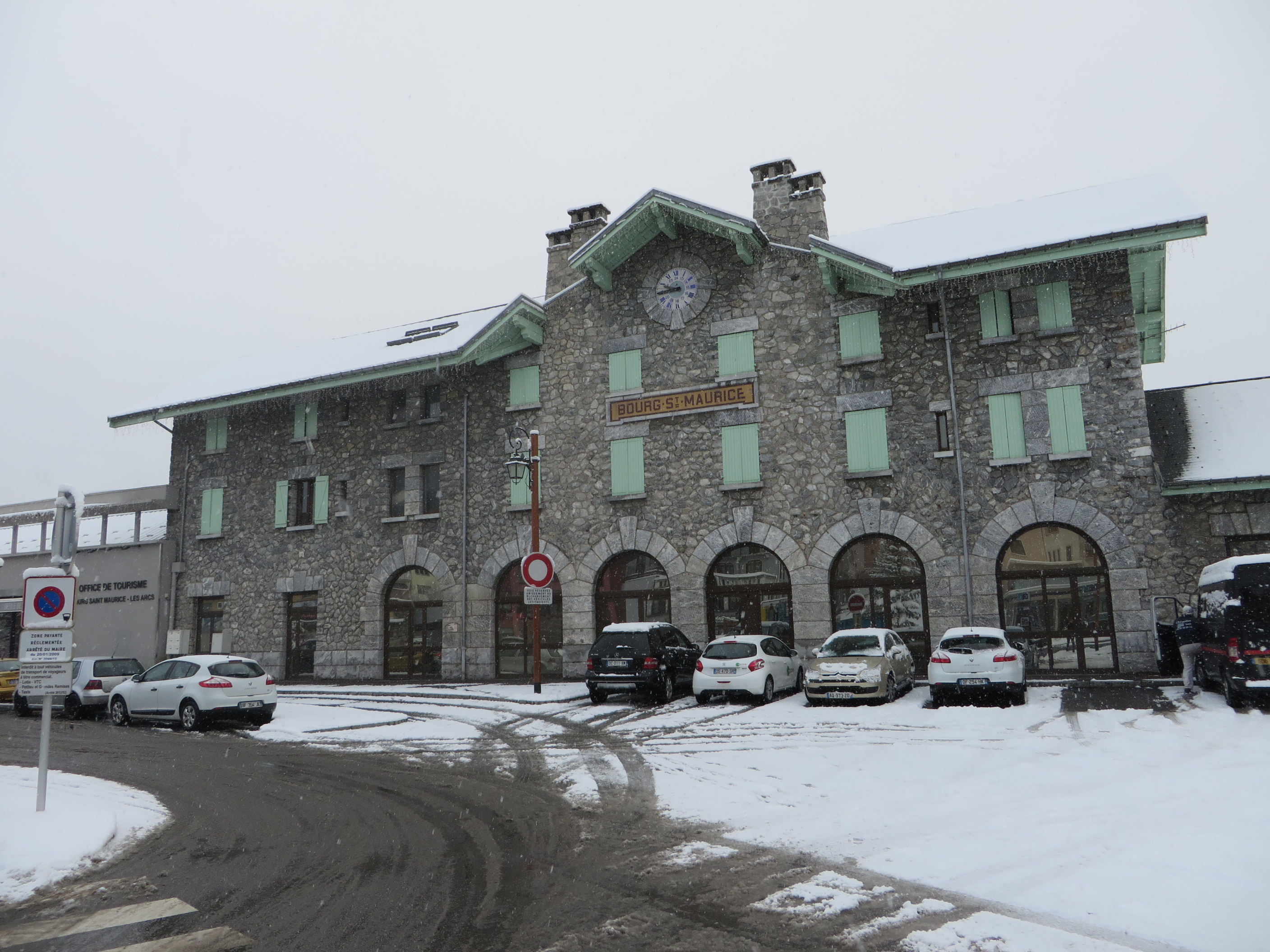
Il vecchio fabbricato viaggiatori nel 2015.

La stazione venne inaugurata nel 20 novembre 1913 insieme al tronco Moûtiers-Bourg-Saint-Maurice. La stazione fu realizzata con una configurazione passante, in previsione del prolungamento della ferrovia fino a Pré-Saint-Didier, attraverso il Colle del Piccolo San Bernardo per mezzo di un tunnel ferroviario, ma il progetto non fu mai realizzato. La stazione di Bourg-Saint-Maurice mantenne pertanto la conformazione di testa.
Per i giochi olimpici invernali del 1992, la stazione venne ampliata e riqualificata. In particolare, un edificio contemporaneo è stato aggiunto al vecchio fabbricato viaggiatori.

## Intercambio
Come intercambio è possibile prendere la Funicolare Arc-en-Ciel.